# はんぶん不思議
「はんぶん不思議」（はんぶんふしぎ）は、CoCoの2枚目のシングル。1990年1月24日にポニーキャニオンから発売された。

## 概要
- 自身最大のセールスを記録したシングルであるが、表題曲はノータイアップ曲。
- ニッポン放送交通情報の1990年1月～3月辺りまでのBGM（インストゥルメンタルのみ）で使用されていた。
- 1990年2月16日、テレビ朝日系列の音楽番組『ミュージックステーション』に初出演し、表題曲を歌唱した。
- レギュラー番組『アイドルオンステージ』では、殆どのシングル曲を披露したが「EQUALロマンス」（ファイナルコンサート時の模様のみ）と表題曲は歌われることはなかった。
- イントロは学校のチャイムをアレンジしたような雰囲気、作詞の及川眠子は「私立の女子高生」というイメージで作詞を依頼されたと語っている[1]。

## 収録曲
（全作詞：及川眠子）
1. はんぶん不思議 [3:53]
作曲：岩田雅之／編曲：有賀啓雄
2. 天使のチャイム [3:20]
作曲：山口美央子／編曲：亀田誠治

## カバー
はんぶん不思議
- 中川翔子（2011年） - カバーアルバム「しょこたん☆かばー4-1 〜しょこ☆ドル篇〜」に収録。
- ハコイリ♡ムスメ（2018年） - カバーアルバム「青春の音符たち〜Respect for 80's&90's」に収録。